# ディール (ゲーム会社)
株式会社ディールはかつて存在していたアダルトゲーム制作会社。ブランドに「Tarte」「Tail」などがあった。2007年倒産。その後、最後の作品になったカタハネを手がけた笛とJ-MENTが中心となって「RococoWorks」というブランドが設立された。

## 作品一覧
Tarte
- 雪語り（2002年に内容を追加したDVD版が発売された）
- すぃ〜とし〜ずん
- ねがいの魔法。
- ひなたぼっこ
  - ひなたると
- スクールぱにっく!
- もえママ!
- カタハネ

Tail
- Rimlet
- Four Card
- ファウスト
- パラダイム・シフト 〜目醒めの時〜

ぷらす＋てぃっく
- きすみみ!! 〜Kiss!Me!Me!〜

Anemone
- カゴノトリ THE CAGED BIRD

Raccoon
- こいじばし

## 主なスタッフ
原画
- 笛
- 憂姫はぐれ

シナリオ
- 四天
- 東トナタ